# Suleiman Braimoh
Suleiman Okhaifoede Braimoh (* 19. Oktober 1989 in Benin City, Edo) ist ein nigerianisch-US-amerikanischer Basketballspieler. Nach dem Studium in den Vereinigten Staaten spielte Braimoh bis auf seine afrikanische Heimat professionell bereits auf allen Kontinenten. In der Basketball-Bundesliga 2015/16 spielt Braimoh erstmals in Europa für den deutschen Erstligisten Gießen 46ers und wurde hier für das BBL All-Star Game dieser Liga nominiert.

## Karriere
Braimoh kam mit seinen Eltern 2001 in die Vereinigten Staaten und war Schüler an der United Nations International School in New York City. Aus seiner Heimat hatte Braimoh seine Begeisterung für den Fußball mitgebracht, doch ab 2004 begann er auch mit dem Basketball in der Schulmannschaft. Seine Schulausbildung schloss Braimoh an der Lawrenceville Prep School ab, an der bereits Joakim Noah vor seinem Studium zur Schule gegangen war, und bekam 2007 ein Sportstipendium der Rice University in Houston, für deren Hochschulmannschaft Owls er in der Conference USA der NCAA spielte. Die letzten bedeutenderen Erfolge der texanischen Mannschaft datierten jedoch von 1970 und in Braimohs Studienzeit konnte man keine weiteren hinzufügen. So verpasste er es auch, sich über die NCAA für einen Vertrag in der am höchsten dotierten Profiliga NBA zu empfehlen und wurde im NBA-Draft 2011 nicht ausgewählt, nachdem er in seinem Abschlussjahr nicht über 4,4 Punkte und gut zwei Rebounds in knapp elf Minuten Einsatzzeit pro Spiel hinausgekommen war.
Trotz des für eine professionelle Karriere kaum brauchbaren Leistungsnachweises in der NCAA konnte sich Braimoh über Vorspielen für einen Kaderplatz bei den Rio Grande Valley Vipers aus Hidalgo an der texanisch-mexikanischen Grenze empfehlen. Mit dem „Farmteam“ des NBA-Klubs Houston Rockets spielte Braimoh in der „Minor League“ NBA Development League (D-League). Nach 15 Einsätzen verließ Braimoh die Vipers vorzeitig im Februar 2012 und spielte in Katar für den al-Gharafa SC. Nachdem er sich bereits auf einen Vertrag bei den Mountainairs aus Taranaki in Neuseeland für die folgende Saison 2013 geeinigt hatte, versuchte er sich im Herbst 2012 erneut in der D-League bei den Reno Bighorns, die ihn jedoch nicht in den Saisonkader übernahmen. Nachdem er zunächst kein Visum in Neuseeland bekommen hatte, spielte Braimoh zu Beginn des Jahres 2013 beim al-Rayyan SC erneut in Katar. Die Saison 2013/14 begann Braimoh in der japanischen bj league bei den Albirex aus Niigata, die er jedoch Anfang Februar 2014 verließ und „flussaufwärts“ zum Ligakonkurrenten Brave Warriors aus Shinshu wechselte. Für die Brave Warriors absolvierte er jedoch nur drei Spiele, bevor er noch im gleichen Monat doch noch nach Neuseeland zu den Mountainairs nach New Plymouth auf die Nordinsel wechselte. In der neuseeländischen Liga gehörte Braimoh schnell zu den bestimmenden Spielern und wurde mehrmals als Most Valuable Player (MVP) der Woche ausgezeichnet und nach einem Double-double von durchschnittlich knapp 25 Punkten und zwölf Rebounds pro Spiel neben dem späteren Bundesliga-Profi Jamal Boykin unter die fünf besten Spieler der Saison. Zur Saison 2014/15 kehrte Braimoh nach Nordamerika zurück und spielte am Golf von Mexiko in der mexikanischen LNBP für die Huracanes aus Tampico. Individuell wurde er zum All-Star Game der LNBP eingeladen, doch mit seiner Mannschaft schied er als Hauptrundensechster in der ersten Play-off-Runde aus. Nach dem Saisonende wurde der Spielbetrieb der Huracanes nach sechs Spielzeiten eingestellt und Braimoh ging im März 2015 erneut nach Neuseeland, wo er sich dem Vizemeister Hawks aus der Region Hawke’s Bay ebenfalls auf der Nordinsel anschloss. Obwohl Braimoh eine weitere Auszeichnung als Spieler der Woche erreichen konnte, gewannen die Hawks nur ein Drittel ihrer Saisonspiele und belegten in der Abschlusstabelle den vorletzten Tabellenplatz vor den sieglosen Mountainairs.
Für die Saison 2015/16 wechselte Braimoh erstmals nach Europa und spielt in Deutschland für den Erstliga-Rückkehrer und Altmeister 46ers aus Gießen. Beim Aufsteiger gehörte er neben seinem Landsmann Ekene Ibekwe zu den Protagonisten des guten Saisonstarts und führte die Statistik der ligaweiten Topscorer nach dem ersten Saisonviertel an. Zum „Bergfest“ der Liga, dem BBL All-Star Game nach der Hinrunde, wurde Braimoh wegen dieser Leistungen für seinen kränkelnden Kollegen Duško Savanović nachnominiert.